# Nowe Miasteczko (stacja kolejowa)
Nowe Miasteczko – nieczynna stacja kolejowa w Nowym Miasteczku, w województwie lubuskim, w Polsce.